# Nissan R390 GT1
La Nissan R390 GT1 è una Gran Turismo prodotta dalla Nissan in collaborazione con la TWR, in soli 10 esemplari tra il 1997 e il 1998, concepita inizialmente come vettura da competizione per disputare la 24 Ore di Le Mans nella categoria GT1; ne sono state omologate per l'uso stradale solo 2 vetture.

## Contesto
A metà anni novanta la Nissan si riaffaccia nelle competizioni a ruote coperte di alto livello tramite il proprio reparto corse, la Nismo, che schiera nella classe Gran Turismo delle gare endurance la Nissan Skyline GT-R. L'obiettivo è quello di vincere la 24 Ore di Le Mans, tuttavia il concomitante ingresso di nuovi costruttori nella categoria ed una conseguente rapida ascesa del livello tecnico, ha reso la vettura giapponese inadatta ad affrontare automobili molto più evolute quali Porsche 911 GT1 e McLaren F1 GTR. Nissan decide pertanto di varare il progetto di una nuova GT, affidandone la realizzazione ad una struttura di prim'ordine, la Tom Walkinshaw Racing (TWR), da anni specializzata nel settore e vincitrice diverse volte a Le Mans.

## Tecnica
La TWR inizia lo sviluppo della R390 partendo dalla scelta del motore, la precedente Nissan Skyline GT-R era dotata di un motore 6 cilindri in linea, ritenuto troppo obsoleto, viene invece riproposto il collaudato e potente motore V8 che già equipaggiava la Nissan R90 di Gruppo C. Questa unità ha una cilindrata di 3.496 cm³, le bancate sono disposte a V di 90°, le testate e il monoblocco sono realizzati in alluminio, la distribuzione è doppio albero a camme in testa per 4 valvole per cilindro, è sovralimentato mediante 2 turbocompressori e sviluppa una potenza di oltre 660 CV a 6.800 giri al minuto.

Per quanto riguarda il telaio, si tratta di una monoscocca in fibra di carbonio, il motore è montato in posizione centrale posteriore longitudinale, le sospensioni sono a doppi triangoli sovrapposti, l'impianto frenante è costituito da 4 freni a disco autoventilati in materiale carboceramico, la trasmissione è affidata ad un cambio Xtrac sequenziale a 6 rapporti e la trazione è posteriore.

## Risultati sportivi

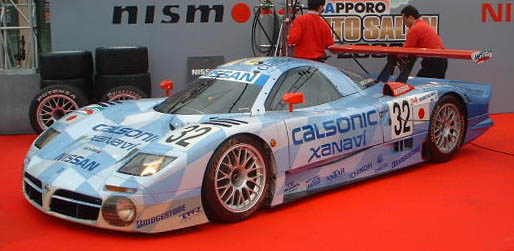
La Nissan R390 GT1 nel 1998

Pur soddisfacendo tutti i requisiti tecnici regolamentari per poter disputare il Campionato Mondiale GT, la Nissan utilizza la sua R390 GT1 per puntare esclusivamente a vincere la 24 Ore di Le Mans, vittoria già lungamente rincorsa con sport di Gruppo C pochi anni prima. Nelle qualifiche dell'edizione del 1997 la prima delle 3 Nissan ottiene il 3º posto in griglia di partenza. In gara, sin dalle prime ore cominciano ad accusare problemi meccanici dovuti al surriscaldamento del cambio, che le costringe a lunghe soste ai box. 2 vetture sono costrette al ritiro, mentre l'unica Nissan che giunge al traguardo chiude in 12ª posizione.
L'anno seguente la Nissan torna a Le Mans con 4 vetture ufficiali più evolute, tuttavia le prestazioni velocistiche non sono da vertice, la più veloce ottiene il 10º posto in griglia, sopravvanzata da nuove e più evolute vetture schierate da BMW, Toyota e Mercedes-Benz che nel frattempo hanno fatto il loro ingresso nella competizione con i medesimi obiettivi di vittoria. In gara le Nissan mantengono un ritmo regolare ma non molto veloce, senza problemi di rilievo, tanto da arrivare tutte al traguardo, a 4 ore dal termine 2 Nissan sono a soli 2 giri di distacco dalla vettura di testa, ma alla fine arriva come miglior risultato un 3º posto finale, alle spalle delle 2 Porsche 911 GT1.

## Versione stradale
Al fine di poter correre in classe GT1 era necessaria l'omologazione di almeno un esemplare stradale, in questa configurazione ne vengono realizzate 2.
Codesta vettura in versione stradale ha una potenza di oltre 560 CV a 6.800 giri al minuto, un peso di 1027 kg ed ha prestazioni di tutto rilievo: può accelerare da 0 a 100 km/h in 3.8 secondi e raggiungere una velocità massima di 330 km/h.

## La R390 nei media
- In ambito videoludico, la R390 compare nel simulatore di guida Gran Turismo 2 (sia in versione stradale[2] che da competizione[3]).